# Чарли Конахер Трофи
Чарли Конахер Хуманитариан Эворд (англ. Charlie Conacher Humanitarian Award) или Чарли Конахер Мемориал Трофи (англ. Charlie Conacher Memorial Trophy) — приз, вручавшийся игрокам НХЛ, проявившим себя в общественной и благотворительной деятельности. Трофей был создан в 1968 году в память о члене Зала хоккейной славы Чарли Конахере, который умер от рака горла в 1967 году. По случаю вручения приза, проводились ежегодные благотворительные ужины, на которых собирались деньги в Фонд исследований рака имени Чарли Конахера. Награда не была связана с НХЛ, хотя она ежегодно вручалась одному из игроков лиги.
Капитан «Торонто Мейпл Лифс» Джордж Армстронг был первым обладателем приза, получив его по итогам сезона 1968/69. Дважды награду получали сразу два игрока — Жан Беливо и Бобби Орр в 1971 году, Джимми Питерс-младший и Гари Бергман в 1973 году. В 1983 году обладателем награды был объявлен Лэнни Макдональд, хотя, на самом деле, он занял второе место, а победителем стал Брэд Парк. Ошибка была исправлена через несколько дней.
Джим Пеплински стал последним обладателем приза в 1984 году, после чего трофей был упразднён и выставлен на всеобщее обозрение в недавно построенном Центре исследования рака имени Чарли Конахера в Главном госпитале Торонто. Бывшая звезда «Чикаго Блэкхокс» Стэн Микита получил специальную награду на заключительном банкете в знак признания его вклада в работы по изучению нарушения слуха. За 17 лет на благотворительных ужинах удалось собрать 2 млн. долларов на исследование рака горла. Через два года после упразднения премии Конахера, владелец «Мейпл Лифс» Гарольд Баллард презентовал НХЛ Кинг Клэнси Трофи, который также уделяет внимание общественной и благотворительной деятельности игроков лиги. Новый трофей вручается с 1988 года.

## Обладатели
| Сезон   | Игрок                  | Команда            | Благотворительный вклад игрока                                                      |
| ------- | ---------------------- | ------------------ | ----------------------------------------------------------------------------------- |
| 1968/69 | Джордж Армстронг       | Торонто Мейпл Лифс | [ 4 ]                                                                               |
| 1969/70 | Бобби Баун             | Детройт Ред Уингз  | Работа с «Big Brothers of Toronto»                                                  |
| 1970/71 | Жан Беливо             | Монреаль Канадиенс | [ 5 ]                                                                               |
| 1970/71 | Бобби Орр              | Бостон Брюинз      | [ 5 ]                                                                               |
| 1971/72 | Орланд Куртенбах       | Ванкувер Кэнакс    |                                                                                     |
| 1972/73 | Джимми Питерс, младший | Лос-Анджелес Кингз | [ 6 ]                                                                               |
| 1972/73 | Гари Бергман           | Детройт Ред Уингз  | [ 6 ]                                                                               |
| 1973/74 | Эд Уэстфолл            | Нью-Йорк Айлендерс | Работа с людьми с физическими и умственными недостатками                            |
| 1974/75 | Тед Ирвайн             | Нью-Йорк Рейнджерс | Благотворительная работа от имени умственно отсталых                                |
| 1975/76 | Джон Буцик             | Бостон Брюинз      |                                                                                     |
| 1976/77 | Джим Лоренц            | Баффало Сейбрз     | Работа с программой мышечной дистрофии в США                                        |
| 1977/78 | Брайан Уотсон          | Вашингтон Кэпиталз |                                                                                     |
| 1978/79 | Эд Станиовски          | Сент-Луис Блюз     |                                                                                     |
| 1979/80 | Уэйн Гретцки           | Эдмонтон Ойлерз    | [ 1 ]                                                                               |
| 1980/81 | Эд Кеа                 | Сент-Луис Блюз     |                                                                                     |
| 1981/82 | Бёрье Сальминг         | Торонто Мейпл Лифс |                                                                                     |
| 1982/83 | Брэд Парк              | Бостон Брюинз      | Работа с Ассоциацией церебрального паралича Массачусетса                            |
| 1983/84 | Джим Пеплински         | Калгари Флэймз     | Работа с участниками Специальной Олимпиады от Калгари и с «Big Brothers of Calgary» |